# The Duck Raising Industry
The Duck Raising Industry è un cortometraggio muto del 1913. Né il nome del regista né quello dell'operatore vengono riportati nei credit.

## Produzione
Il film fu prodotto dalla Essanay Film Manufacturing Company.

## Distribuzione
Il film - un documentario di 75 metri - uscì nelle sale cinematografiche USA il 17 settembre 1913. Nelle proiezioni, veniva programmato con il sistema dello split reel, accorpato in un'unica bobina con un altro cortometraggio prodotto dalla Essanay, la commedia Sweet Revenge.